# Chutes du Carbet
Chutes du Carbet är ett vattenfall i Guadeloupe (Frankrike). Det ligger i den södra delen av Guadeloupe, 10 km nordost om huvudstaden Basse-Terre. Chutes du Carbet ligger 610 meter över havet.
Terrängen runt Chutes du Carbet är kuperad åt sydost, men åt nordväst är den bergig.  Närmaste större samhälle är Saint-Claude, 6,5 km väster om Chutes du Carbet. 